# Charmes (Allier)
 Charmes  es una población y comuna francesa, situada en la región de Auvernia, departamento de Allier, en el distrito de Vichy y cantón de Gannat.

## Demografía
| 336 | 315 | 286 | 308 | 328 | 293 |
| Para los censos de 1962 a 1999 la población legal corresponde a la población sin duplicidades (Fuente: INSEE [Consultar]) |     |     |     |     |     |